# ビーチェ・ヴァンツェッタ
ビーチェ・ヴァンツェッタ（Bice Vanzetta、1961年3月7日 - ）は、イタリア、トレンティーノ＝アルト・アディジェ州トレント県カヴァレーゼ出身の元クロスカントリースキー選手。1980年代中盤から1990年代中盤にかけて国際大会で活躍した。兄ジョルジョ・ヴァンツェッタはオリンピックで計4つのメダルを獲得した元クロスカントリースキー選手。

## プロフィール
1986年1月18日にクロスカントリースキー・ワールドカップへデビュー、20kmフリーで14位となった。
1987年ノルディックスキー世界選手権では5km、20kmでともに13位、リレーで5位、1991年ノルディックスキー世界選手権と1993年ノルディックスキー世界選手権のリレーではともに銀メダルを獲得した。
冬季オリンピックには1988年カルガリーオリンピック、1992年アルベールビルオリンピック、1994年リレハンメルオリンピックと3度出場し、アルベールビルオリンピックとリレハンメルオリンピックともにリレーで銅メダルを獲得した。
1993-1994シーズン限りで現役を引退した。